# 西京道
西京道，辽朝五道之一。
辽兴宗重熙十三年（1044年）设置，治所在西京大同府（原称云州，今山西省大同市），辖境山西雁北，河北省张家口，内蒙古自治区乌加河、鄂尔多斯市以东，多伦县以西。金朝初年改为西京路，蒙古帝国废除。

## 历任长官
云州刺史、大同节度使
- 耶律孔阿（938年？—944年）
- 崔廷勋（944年—947年）
- 许从赟（947年—？）
- 高勋（956年）？
- 耶律阿剌（960年）
- 赵延靖（辽穆宗时）
- 耶律观音（保宁年间）
- 耶律善补（979年—？）
- 刘延构（？—985年）
- 耶律化哥（985年—986年、1013年—？）
- 刘景（986年—988年）
- 耶律抹只（988年—996年）
- 李翊（1000年—？）
- 邢抱质（1012年—1013年）
- 韩德凝（1021年—1024年）
- 张俭（1025年—1026年）
- 张筠（1037年）

西京留守、大同尹
- 耶律馬六（1044年—1046年）
- 耶律貼不（1046年—1049年）
- 蕭滴冽（1050年—1051年）
- 耶律宗允（1057年—1058年）
- 耶律貼不（1059年—1063年）
- 耶律和魯斡（1064年—1065年）
- 耶律合朮（1065年—1066年）
- 耶律阿璉（1070年—1074年）
- 蕭燕六（1074年—1075年）
- 耶律燕哥（1087年—1088年）
- 蕭奪剌（1102年—1103年）
- 虞仲文
- 蘇京（1110年—1111年）
- 蕭查剌（1116年）
- 蕭乙薛（1116年—1117年）
- 耶律習泥烈（1119年—1121年）
- 蕭查剌（1121年—1122年）